# Nicole Powell
Nicole Kristen Powell (Sierra Vista, 22 de junio de 1982) es una baloncestista estadounidense de la Women's National Basketball Association (WNBA) que ocupa la posición de alero.
Fue reclutada por los Charlotte Sting en la 3ª posición de la primera ronda del Draft de la WNBA de 2004, equipo donde militó durante ese año para pasar a los Sacramento Monarchs (2005–2009), New York Liberty (2010–2012), Tulsa Shock (2013) y Seattle Storm (2014). Por otro lado, y fuera de la temporada de la WNBA, participó en el campeonato turco con la camiseta del Fenerbahçe (2005–2006;  2008–2010), para ir a Rusia por el PBC CSKA Moscú (2007–2008), España por el Club Baloncesto Avenida (2006–2007) e Italia por el Basket Spezia (2004-2005).
En 2005 fue galardonada como la Jugadora Más Mejorada de la WNBA, mientras que en 2009 fue seleccionada para el All-Star Game de la WNBA. Además, conformó el equipo estadounidense que se alzó con la medalla de plata en los Juegos Panamericanos de 2003.

## Estadísticas

### Totales
| Año                                                                                              | Equipo | J   | JI  | MJ   | TC   | ITC  | TC%  | 3P  | 3PA  | 3P%  | 2P  | 2PA  | 2P%  | TL  | ITL | TL%  | RBO | RBD  | RBT  | AST | STL | BLK | TOV | PF  | PTS  |
| ------------------------------------------------------------------------------------------------ | ------ | --- | --- | ---- | ---- | ---- | ---- | --- | ---- | ---- | --- | ---- | ---- | --- | --- | ---- | --- | ---- | ---- | --- | --- | --- | --- | --- | ---- |
| 2004                                                                                             | CHA    | 31  | 0   | 384  | 50   | 121  | .413 | 24  | 58   | .414 | 26  | 63   | .413 | 8   | 10  | .800 | 10  | 61   | 71   | 16  | 15  | 4   | 22  | 37  | 132  |
| 2005                                                                                             | SAC    | 34  | 34  | 988  | 120  | 317  | .379 | 66  | 159  | .415 | 54  | 158  | .342 | 58  | 72  | .806 | 32  | 92   | 124  | 62  | 39  | 16  | 44  | 83  | 364  |
| 2006                                                                                             | SAC    | 34  | 34  | 886  | 116  | 309  | .375 | 55  | 156  | .353 | 61  | 153  | .399 | 40  | 49  | .816 | 25  | 106  | 131  | 61  | 42  | 15  | 47  | 82  | 327  |
| 2007                                                                                             | SAC    | 34  | 34  | 986  | 147  | 391  | .376 | 62  | 163  | .380 | 85  | 228  | .373 | 80  | 83  | .964 | 65  | 126  | 191  | 58  | 48  | 12  | 64  | 63  | 436  |
| 2008                                                                                             | SAC    | 34  | 33  | 944  | 161  | 437  | .368 | 78  | 190  | .411 | 83  | 247  | .336 | 63  | 75  | .840 | 41  | 109  | 150  | 46  | 40  | 6   | 62  | 78  | 463  |
| 2009 ★                                                                                           | SAC    | 34  | 34  | 1035 | 198  | 476  | .416 | 77  | 212  | .363 | 121 | 264  | .458 | 94  | 96  | .979 | 51  | 149  | 200  | 77  | 49  | 8   | 84  | 62  | 567  |
| 2010                                                                                             | NYL    | 34  | 34  | 895  | 112  | 288  | .389 | 66  | 167  | .395 | 46  | 121  | .380 | 26  | 31  | .839 | 33  | 110  | 143  | 76  | 34  | 7   | 48  | 67  | 316  |
| 2011                                                                                             | NYL    | 33  | 33  | 935  | 118  | 288  | .410 | 54  | 153  | .353 | 64  | 135  | .474 | 29  | 32  | .906 | 32  | 108  | 140  | 76  | 45  | 10  | 65  | 74  | 319  |
| 2012                                                                                             | NYL    | 34  | 21  | 922  | 89   | 214  | .416 | 47  | 121  | .388 | 42  | 93   | .452 | 13  | 15  | .867 | 41  | 106  | 147  | 48  | 45  | 14  | 49  | 63  | 238  |
| 2013                                                                                             | TUL    | 32  | 20  | 717  | 73   | 180  | .406 | 38  | 105  | .362 | 35  | 75   | .467 | 22  | 27  | .815 | 31  | 88   | 119  | 41  | 24  | 6   | 29  | 54  | 206  |
| 2014                                                                                             | SEA    | 26  | 0   | 338  | 18   | 69   | .261 | 13  | 52   | .250 | 5   | 17   | .294 | 7   | 9   | .778 | 12  | 35   | 47   | 7   | 20  | 3   | 11  | 39  | 56   |
| Carrera                                                                                          |        | 360 | 277 | 9030 | 1202 | 3090 | .389 | 580 | 1536 | .378 | 622 | 1554 | .400 | 440 | 499 | .882 | 373 | 1090 | 1463 | 568 | 401 | 101 | 525 | 702 | 3424 |
| Notas: J=Juegos; JI=Juegos iniciales; MJ=Minutos jugados; ITC=Intentos de TC; ITL=Intentos de TL |        |     |     |      |      |      |      |     |      |      |     |      |      |     |     |      |     |      |      |     |     |     |     |     |      |

### Por juego
| Año                                                                                              | Equipo | J   | JI  | MJ   | TC  | ITC  | TC%  | 3P  | 3PA | 3P%  | 2P  | 2PA | 2P%  | TL  | ITL | TL%  | RBO | RBD | RBT | AST | STL | BLK | TOV | PF  | PTS  |
| ------------------------------------------------------------------------------------------------ | ------ | --- | --- | ---- | --- | ---- | ---- | --- | --- | ---- | --- | --- | ---- | --- | --- | ---- | --- | --- | --- | --- | --- | --- | --- | --- | ---- |
| 2004                                                                                             | CHA    | 31  | 0   | 12.4 | 1.6 | 3.9  | .413 | 0.8 | 1.9 | .414 | 0.8 | 2.0 | .413 | 0.3 | 0.3 | .800 | 0.3 | 2.0 | 2.3 | 0.5 | 0.5 | 0.1 | 0.7 | 1.2 | 4.3  |
| 2005                                                                                             | SAC    | 34  | 34  | 29.1 | 3.5 | 9.3  | .379 | 1.9 | 4.7 | .415 | 1.6 | 4.6 | .342 | 1.7 | 2.1 | .806 | 0.9 | 2.7 | 3.6 | 1.8 | 1.1 | 0.5 | 1.3 | 2.4 | 10.7 |
| 2006                                                                                             | SAC    | 34  | 34  | 26.1 | 3.4 | 9.1  | .375 | 1.6 | 4.6 | .353 | 1.8 | 4.5 | .399 | 1.2 | 1.4 | .816 | 0.7 | 3.1 | 3.9 | 1.8 | 1.2 | 0.4 | 1.4 | 2.4 | 9.6  |
| 2007                                                                                             | SAC    | 34  | 34  | 29.0 | 4.3 | 11.5 | .376 | 1.8 | 4.8 | .380 | 2.5 | 6.7 | .373 | 2.4 | 2.4 | .964 | 1.9 | 3.7 | 5.6 | 1.7 | 1.4 | 0.4 | 1.9 | 1.9 | 12.8 |
| 2008                                                                                             | SAC    | 34  | 33  | 27.8 | 4.7 | 12.9 | .368 | 2.3 | 5.6 | .411 | 2.4 | 7.3 | .336 | 1.9 | 2.2 | .840 | 1.2 | 3.2 | 4.4 | 1.4 | 1.2 | 0.2 | 1.8 | 2.3 | 13.6 |
| 2009                                                                                             | SAC    | 34  | 34  | 30.4 | 5.8 | 14.0 | .416 | 2.3 | 6.2 | .363 | 3.6 | 7.8 | .458 | 2.8 | 2.8 | .979 | 1.5 | 4.4 | 5.9 | 2.3 | 1.4 | 0.2 | 2.5 | 1.8 | 16.7 |
| 2010                                                                                             | NYL    | 34  | 34  | 26.3 | 3.3 | 8.5  | .389 | 1.9 | 4.9 | .395 | 1.4 | 3.6 | .380 | 0.8 | 0.9 | .839 | 1.0 | 3.2 | 4.2 | 2.2 | 1.0 | 0.2 | 1.4 | 2.0 | 9.3  |
| 2011                                                                                             | NYL    | 33  | 33  | 28.3 | 3.6 | 8.7  | .410 | 1.6 | 4.6 | .353 | 1.9 | 4.1 | .474 | 0.9 | 1.0 | .906 | 1.0 | 3.3 | 4.2 | 2.3 | 1.4 | 0.3 | 2.0 | 2.2 | 9.7  |
| 2012                                                                                             | NYL    | 34  | 21  | 27.1 | 2.6 | 6.3  | .416 | 1.4 | 3.6 | .388 | 1.2 | 2.7 | .452 | 0.4 | 0.4 | .867 | 1.2 | 3.1 | 4.3 | 1.4 | 1.3 | 0.4 | 1.4 | 1.9 | 7.0  |
| 2013                                                                                             | TUL    | 32  | 20  | 22.4 | 2.3 | 5.6  | .406 | 1.2 | 3.3 | .362 | 1.1 | 2.3 | .467 | 0.7 | 0.8 | .815 | 1.0 | 2.8 | 3.7 | 1.3 | 0.8 | 0.2 | 0.9 | 1.7 | 6.4  |
| 2014                                                                                             | SEA    | 26  | 0   | 13.0 | 0.7 | 2.7  | .261 | 0.5 | 2.0 | .250 | 0.2 | 0.7 | .294 | 0.3 | 0.3 | .778 | 0.5 | 1.3 | 1.8 | 0.3 | 0.8 | 0.1 | 0.4 | 1.5 | 2.2  |
| Carrera                                                                                          |        | 360 | 277 | 25.1 | 3.3 | 8.6  | .389 | 1.6 | 4.3 | .378 | 1.7 | 4.3 | .400 | 1.2 | 1.4 | .882 | 1.0 | 3.0 | 4.1 | 1.6 | 1.1 | 0.3 | 1.5 | 2.0 | 9.5  |
| Notas: J=Juegos; JI=Juegos iniciales; MJ=Minutos jugados; ITC=Intentos de TC; ITL=Intentos de TL |        |     |     |      |     |      |      |     |     |      |     |     |      |     |     |      |     |     |     |     |     |     |     |     |      |